# Phlegetonia rosea
Phlegetonia rosea là một loài bướm đêm trong họ Noctuidae.